# Карлсберг папирус VIII
Карлсберг медицински папирус VIII  један је од древних Египатских списа, који се састоји фрагмената из медицинске расправе написан хијератским писмом. Предња страна папируса датира из 18. династије (око 1500. године пре нове ере), док је задња страна написна неколико генерација касније (око 1400. године пре нове ере). Папирус је један од ретких медицинских текстова који су преживели из периода владавине фараона Египтом. Карлсберг медицински папирус је био буквално преписан из офталмолошког поглавља Еберсовог папируса. 
Папирус се данас чува на Универзитету у Копенхагену, Данска, 

## Колекција папируса Карлсберг
У средишту збирке Калсберг су остаци библиотеке храма Тебтунис, јединственог археолошког открића које представља једину велику институционалну библиотеку сачувану из древног Египта. Папируси, који датирају из прва два века наше ере, пронађени су у подрумима испод зграде унутар ограде храма, где су остављени када је храм напуштен у раном трећем веку нове ере.
Многе поставке приказане у овај папирус својевремено је копирао Хипократ, који су касније пронађени у Енглеској народној медицина од 12. века, и у немачкој народној медицини 17. века. Већина ових информација о медицини дистрибуирана је у Европи од стране чувених лекара Константина Афричког који је дипломирао на познатој медицинској школи у Салерну у Италији 1200. године. На то указујје чињеница да су ови папири пронађени у његовим стварима након његове смрти. Ова школа је играла велику улогу у ширење староегипатске медицине у целој Европи, чиме се доказује да је староегипатска медицина усвојена од стране Грка који су је касније пренет на Римљане.
Колекција је процењена на неколико стотина рукописа, ово је најбогатији скуп египатских књижевних папируса до сада познат. Сачувани широк спектар текстова, укључује детаљне приручнике о:
- извођењу различитих ритуала,

- верске компендије и расправе,

- научне текстове који се баве прорицањем,
- научне текстове који се баве медицином (Карлсберг папирус VIII)

- наративну литературу.

Текстови детаљно осветљавају рад храма и његово свештенство, а многа књижевна дела су иначе непозната.
Након оснивања 1930-их, збирка је проширена низом откупа од 1931. до 1938. године. Потом је збирка смештена у египтолошком одељењу као део Карстен Нибур одељења Института за међукултуралне и регионалне студије у Данска.
Године 1954. Аксел Волтен, који је у то време био чувар збирке од 1943. до 1968. године, значајно је увећао збирку набавком других докумената, што је све финансирала Карлсберг фондација.
Године 2003. демотски и хијератски папируси су пребачени у збирку папируса грчког и латинског одсека универзитета, а збирка Хауниенсес у збирку папируса Карлсберг. 

## Карлсберг папирус VIII
Предња страна рукописа бави се очним болестима, док се задња страна односи на акушерство, јер се бави прогнозама порођаја (како утврдити да ли је жена трудна),  како одредити  пол детета, симптомима трудноће, порођајем.
Иако сличан Кахуновом и Берлинском папирусу, Карлсбергов папирус VIII  детаљније говори о трудноћи, покривајући методе као што је одређивање да ли ће жена родити или не помоћу измета нилског коња.  Папирус покушава и да обијасни како ће жене затруднети и да ли је затруднела користећи бели лук (као индикатор за трудночу када се правилно стави у тело жене).
Превод задње стране је 1939. године објавио Ерик Иверсен,  док предња страна остаје необјављен. Иверсен је датирао папирус на следећи начин: „Они су исписани са обе стране у две различите руке, највероватније у периоду око 19-20. династије.“ 
Иако је папирус делумично преведен ово је довољно да укаже на то да појединачни медицински случајеви припадају добро успостављеној медицинској традицији. Иверсен тврди за његов превод да је „готово од речи до речи идентичан одговарајућим поглављима папируса из Кахуна (пореклом из касног средњег краљевства (1850–1700. п. н. е.), а  други истраживачи проналазе паралелу у Берлинском медицинском папирусу  (из око 1300. године пре нове ере).